# Spusti me k sebi
Spusti me k sebi (izviren angleški naslov: Let Me In) je ameriško britanska romantična grozljivka izleta 2010. Režiser in scenarist filma je Matt Reeves, v njem pa igrajo Kodi Smit-McPhee, Chloë Grace Moretz, Elias Koteas in Richard Jenkins. Film je remake švedskega filma Vampirska ljubezen (Låt den rätte komma in). Zgodba govori o 12 letnem dečku, ki se spoprijatelji z otroško vampirko iz Los Alamosa.
Zanimanje za angleško verzijo Vampirske ljubezni se je začel leta 2007, nekaj pred tem ko je bil izviren film izdan v javnost. Leta 2008 je podjetje Hammer Films prejelo pravice za angleško verzijo in ponudilo delo režiserja Tomasu Alfredsonu, ki je režiral rudi švedski film, ampak je delo zavrnil, zato so namesto njega najeli Reevesa. Reeves je v scenariju preselil kraj dogajanja iz Stockholma v Novo Mehiko in preimenoval glavne like. Producenti so vztrajali pri tem, da se potek zgodbe ne spreminja preveč. Proračun filma je bil 20 milijonov $.
Spusti me k sebi je svojo premiero doživel na mednarodnem filmskem festivalu v Torontu, 13. septembra 2010, v Severno Ameriko pa je bil izdan 1. oktobra 2010. Nekaj kritikov ga je uvrščalo med deset najboljših filmov. Veliko kritikov je pohvalilo, da je eden redkih Hollywoodskih remakov, kjer scenarij ostaja enak kot v originalu, medtem ko so nekateri to kritizirali. Film je zaslužil 24 milijonov $ po vsem svetu, od tega je zaslužil 12 milijonov $ v ZDA in Kanadi. Moretzova je prejela nekaj nagrad za njeno vlogo, medtem k so kritiki hvalili predvsem odnos v filmu z igralcem Smith-McPheejem. Spusti me k sebi je bil izdan na DVD in Blu-ray 1. februarja 2011 v ZDA in 14. marca 2011 v Veliki Britaniji. Uradni stripi z naslovom Spusti me k sebi: Križišča so bili izdani po filmu in pripoveduje zgodbo o Abby, ki se je dogajala pred filmom.

## Vsebina
Marca 1983 je v bolnišnico v Los Alamos pripeljan hudo poškodovan moški. Neimenovan detektiv ga skuša izprašati o nedavnem umoru, ko ga pokličejo po telefonu, da je prišla poškodovančeva hčerka. Medtem ko se pogovarja po telefonu, moški skoči skozi okno in za sabo pusti sporočilo ''žal mi je Abby''.
Dva tedna prej, nesrečen in osamljen 12 letni deček Owen, ki trpi zaradi ločitve staršev, sreča deklico Abby in starejšega moškega Thomasa, ki sta se preselila v sosednje stanovanje. Owen neke noči sreča Abby boso na snegu in jo vpraša če jo ne zebe, kar Abby zanika. Owen in Abby se kmalu spoprijateljita in se začneta sporazumevati z Morsejevo abecedo skozi zid. V šoli sošolec Kenny s prijateljema Donaldom in Markom, ves čas ustrahuje Owena. Owen o tem doma molči, vendar pove Abby, ki ga spodbuja k uporu.
Thomas umori nekega moškega, da bi dobil kri vendar se mu ta razlije. Lačna Abby tako napade soseda Jacka in mu spije kri, kar pomeni da je vampirka. Ko skuša Thomas naslednji dan ubiti novo žrtev se poškoduje in ga odpeljejo v bolnišnico, kar je bilo videno na začetku filma.
Ko Abby izve kaj se je zgodilo, spleza po stavbi do okna sobe, kjer je Thomas. Slednji odpre okno in Abby mu spije kri, nato pa Thomas pade mrtev skozi okno. To noč Abby zbudi Owena in ga prigovarja naj jo spusti not. Abby preživi noč v njegovi postelji in se strinja da postane njegova punca. Naslednji dan se Owenov razred odpravi drsat na reko. Ko Kenny skuša ponovno ustrahovati Owena, ga ta udari z železno palico in mu poškoduje uho, zaradi česar začne Kenny kričati od bolečine. V istem trenutku, nekaj učencev opazi Jackovo truplo, ki ga je Thomas pred dnevi odvrgel v rek. Zraven trupla je še Thomasova torba
Ko Owen kasneje sreča Abby, želi z njo skleniti krvno zavezništvo zato se ureže po prstu. Takrat se Abby ne more nadzorovati in Owen ugotovi, da je vampirka. Ker ne želi poškodovati Owena, napade žensko z imenom Virginia. Virginiin fant Larry je priča napadu in pokliče rešilca, ter sledi Abby. Tisto noč Abby prizna Owenu, da je vampirka in da Thomas ni bil njen oče. Owen najde njeno fotografijo z Thomasom, ko je bil še deček. Ko se je Thomas postaral, se je predstavljal kot Abbyin oče, ker se slednja ni nikoli postarala.
Naslednje jutro v bolnišnici, medicinska sestra najde Virginio, kako si pije kri iz lastnega zapestja, saj jo je Abby spremenila v vampirko. Ko posije sonce, se Virginia vžge in z njo celo nadstropje.
Owen se zmuzne k Abby in prespi pri njej. Zjutraj v Abbyino stanovanje pride detektiv, ki jo najde v spancu. Ko se Abby zbudi ga ubije in mu spije kri. Detektiv prosi Owena za pomoč, vendar mu ta ne želi pomagati. Abby pove Owenu, da mora zapustiti mesto. Poljubita se in Owen s solzami spremlja kako Abby vstopi v taksi in se odpelje.
Med uro plavanja, se Kenny, z njegovim starejšim bratom Jimmy in prijateljema skuša maščevati Owenu zaradi poškodbe ušesa. Owena obkolijo in Jimmy mu pove, da če je zmožen pod vodo biti tri minute, ga bo porezal po licu, če ne pa mu bo iztaknil oko. Jimmy tako potopi Owena pod vodo. Čez minuto Kenny in njegova prijatelja prosita Jimmya da preneha, vendar jih on besen zavrne. Nato neznana sila napade vse štiri in Owen se dvigne na površje, kjer opazi Abby.
Owen se nato odloči, da bo zapustil mesto z vlakom. V zadnjem prizoru Owen poje nekaj bonbonov, ki sta si jih med filmom delila za Abby.

## Igralci
- Kodi Smit-McPhee kot Owen, a 12- letni šolar, redna tarča nasilnežev, kasneje Abbyin fant.
- Chloë Grace Moretz kot Abby, vampirka, za katero vsi mislijo, da je Thomasova hči, kasneje Owenova punca.
- Richard Jenkins kot Thomas, Abbyin starejši spremljevalec.
- Cara Buono kot Owenova mama.
- Elias Koteas kot detektiv, ki raziskuje umore, ki jih je povzročila Abby. 
  - Koteas je prav tako posodil glas Owenovemu očetu.
- Sasha Barrese kot Virginia, ena izmed Abbyinih žrtev.
- Dylan Minnette kot Kenny, fant ki se izživlja nad Owenom.
- Ritchie Coster kot g. Zorić.
- Jimmy Jax Pinchak kot Mark, eden izmed Kennyevih prijateljev.
- Nicolai Dorian kot Donald, eden izmed Kennyevih prijateljev.
- Colin Moretz kot blagajničar.
- Dylan Kenin kot Larry, Virginiin fant.
- Brett DelBuono kot Jimmy, Kennyev starejši brat.
- Chris Browning kot Jack, eden izmed Abbyinih žrtev.